# Xiu Xiu: The Sent Down Girl
Xiu Xiu: The Sent Down Girl (Chinees: Xiu Xiu of Tian yu), vertaald Xiu Xiu, het uitgezonden meisje, is een Chinees-Amerikaans filmdrama uit 1998.
Joan Chen, de actrice die doorbrak in de film The Last Emperor van Bernardo Bertolucci in 1987 en meespeelde in de televisieserie Twin Peaks van David Lynch maakte met deze film haar debuut als regisseur. Na Xiu Xiu volgde Autumn in New York.

## Verhaal
Het verhaal speelt zich af tijdens de Culturele Revolutie in de jaren 70 in de Volksrepubliek China en gaat over de kleermakersdochter Xiu Xiu, een meisje van zestien jaar. In deze tijd werden veel mensen uit de stad naar het platteland gestuurd om de kennis van het maoïstische communisme op te frissen en Xiu Xiu komt terecht op de Tibetaans Hoogland om daar het vak van paardentemmer te leren. De enige levende ziel die ze tegenkomt is een Tibetaanse herder die ze niet kan verstaan, maar met wie ze wel een goede band krijgt. Ze wacht haar tijd af, maar wanneer ze terugkomt is ze nog niet verlost van de Chinese autoriteiten.
De film is gemaakt in de Tibet, in de Chinese provincie Sichuan, zonder de toestemming van de Chinese overheid. Joan Chen, die zelf in China is opgegroeid, zet met deze film een onverbloemde aanklacht neer tegen het Chinese regiem, dat dan ook boos op de film reageerde.

## Rolverdeling
| Acteur      | Personage   | Opmerkingen |
| ----------- | ----------- | ----------- |
| Lu          | Wenxiu      | hoofdrol    |
| Lopsang     | Lao Jin     |             |
| Zheng Qian  | Li Chuanbei |             |
| Jie Gao     | moeder      |             |
| Qianqian Li | zus         |             |
| Yue Lu      | vader       |             |

## Prijzen en nominaties
| jaar | prijs                                           | categorie                                 | genomineerde(n)          | uitslag     |
| ---- | ----------------------------------------------- | ----------------------------------------- | ------------------------ | ----------- |
| 1998 | Internationaal filmfestival van Berlijn         | Gouden Beer                               | Joan Chen                | genomineerd |
| 1998 | Internationaal filmfestival van Fort Lauderdale | Juryprijs                                 | Joan Chen                | gewonnen    |
| 1998 | Golden Horse Film Festival                      | Beste acteur                              | Lopsang                  | gewonnen    |
| 1998 | Golden Horse Film Festival                      | Beste actrice                             | Lu Lu                    | gewonnen    |
| 1998 | Golden Horse Film Festival                      | Beste regisseur                           | Joan Chen                | gewonnen    |
| 1998 | Golden Horse Film Festival                      | Beste film                                | Wai-Chung Chan           | gewonnen    |
| 1998 | Golden Horse Film Festival                      | Beste originele score                     | Johnny Chen              | gewonnen    |
| 1998 | Golden Horse Film Festival                      | Beste originele muziek                    | Johnny Chen              | gewonnen    |
| 1998 | Golden Horse Film Festival                      | Beste scenario van ander medium           | Joan Chen/Geling Yan     | gewonnen    |
| 1999 | Golden Trailer Awards                           | Beste kunst en commercie                  | Film                     | gewonnen    |
| 1999 | Golden Trailer Awards                           | Beste buitenlandse film                   | Film                     | gewonnen    |
| 1999 | Mons International Festival of Love Films       | Grote Prijs                               | Joan Chen                | gewonnen    |
| 1999 | National Board of Review                        | Internationale Vrijheidsprijs             | Joan Chen                | gewonnen    |
| 1999 | Filmfestival van Parijs                         | Beste actrice                             | Lu Lu                    | gewonnen    |
| 1999 | Filmfestival van Parijs                         | Speciale Juryprijs                        | Joan Chen                | gewonnen    |
| 1999 | Filmfestival van Parijs                         | Grote Prijs                               | Joan Chen                | genomineerd |
| 2000 | Independent Spirit Awards                       | Beste eerste speelfilm Meer dan $ 500.000 | Joan Chen Wai-Chung Chan | gewonnen    |
| 2000 | Online Film Critics Society Awards              | Beste film in buitenlandse taal           | Film                     | genomineerd |
| 2000 | Chlotrudis Awards                               | Beste regisseur                           | Joan Chen                | genomineerd |
| 2000 | Political Film Society                          | Mensenrechten                             | Film                     | genomineerd |